# مأموریت پرگرین یک
مأموریت پرگرین یک یا فرودگر ماه‌نشین پرگرین (انگلیسی: Peregrine Mission One)، یا (Peregrine Lunar Lender) پرواز ۰۱، یک فرودگر ماه است که توسط Astrobotic آسترویوتیک تکنولوزی ساخته شده‌است که به عنوان بخشی از خدمات تجاری باربری به ماه ناسا (CLPS) انتخاب شده‌است. در ۸ ژانویه ۲۰۲۴ در ساعت ۲:۱۸ بامداد EST توسط ائتلاف پرتاب و راه‌اندازی (ULA) بر روی یک پرتابگر ولکان قنطورس در اولین پرواز خود به فضا پرتاب شد. این فرودگر بارهای متعددی را حمل می‌کند که ظرفیت جرمی آن مجموعاً ۹۰ کیلوگرم است.[۳] این اولین فرودگر ماه ساخته شده توسط ایالات متحده پس از ماه‌نشین آپولو از برنامه فضایی آپولو است.

## فرودگر
برنامهٔ فرودگر پرگرین در سال ۲۰۱۶ اعلام شد. این کاوشگر طرح‌هایی را از فرودگر مفهومی قبلی خود به نام گریفین به ارث برده‌است که بزرگ‌تر اما با همان ظرفیت بارگیری بود. از آنجا که ایرباس دیفنس اند اسپیس طراحی فرودگر را انجام داده بود آستروبوتیک با آنها قرار گذاشت تا پشتیبانی مهندسی بیشتری را در مورد اصلاح آن، ارائه دهند.